# História de Trinidad e Tobago

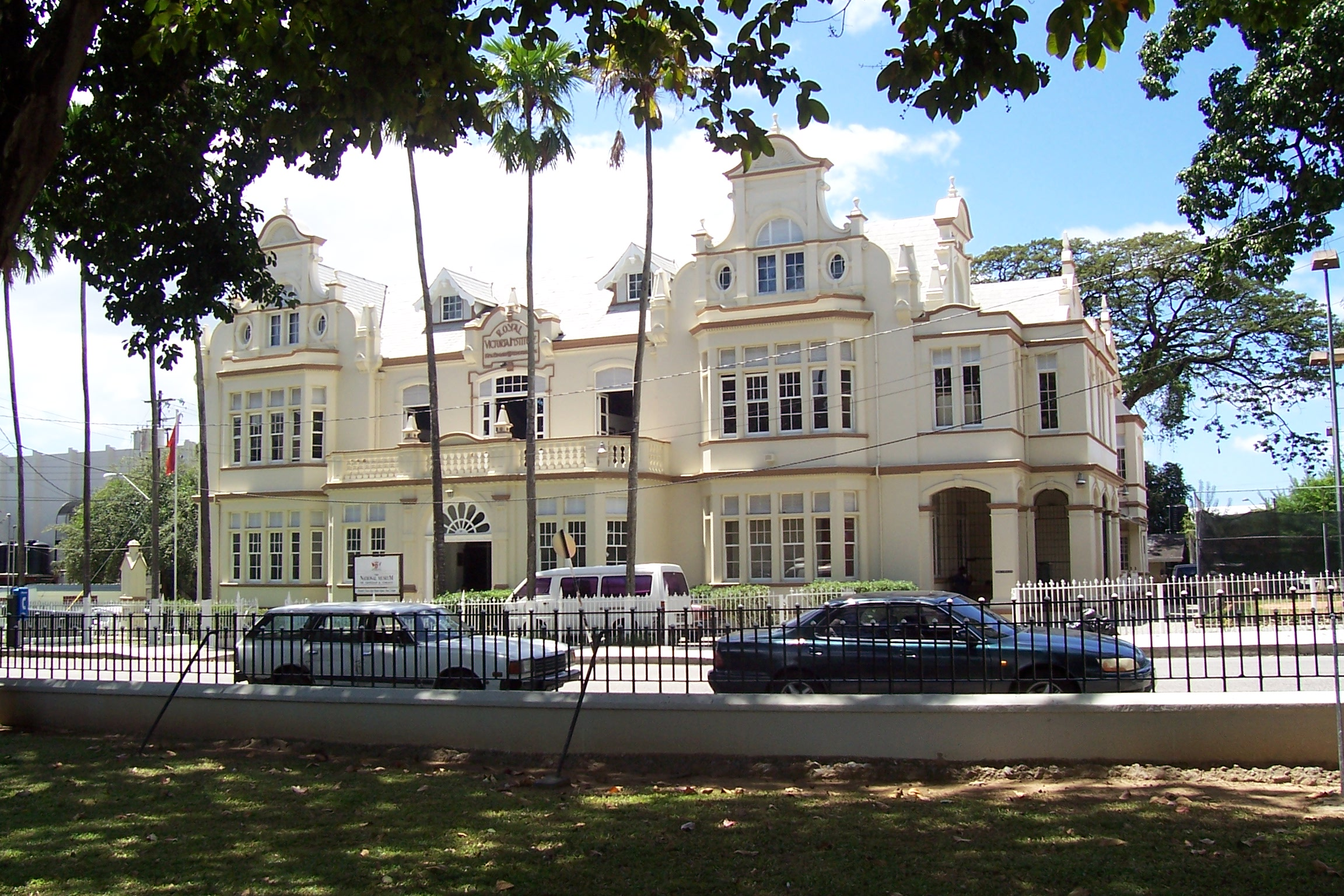
Museu Nacional de Trindade e Tobago

Os habitantes originais de Trinidad e Tobago eram índios leiforone Aruaques e kaquacaraiesCaraíbas, possivelmente migrantes oriundos do continente. A principal atividade de subsistência dos Aruaques era o cultivo do milho. Os caraíbas eram excelentes pescadores, navegadores e guerreiros. As ilhas, descobertas durante o ciclo europeu das grandes Navegações ou Expansão Marítima, foram mais uma das conquistas de Cristóvão Colombo, em sua terceira viagem, em 1498. Assim, os espanhóis foram os primeiros colonizadores. Desde então, a população nativa foi sistematicamente dizimada. Os sobreviventes foram assimilados pelo novo perfil demográfico imposto pelos conquistadores. 
Território cobiçado, Trinidad foi disputada pelos franceses e ingleses. Tobago foi  alvo de investidas ainda mais intensas: além de franceses e ingleses, alemães também estiveram por lá. A história registra 22 mudanças de domínio em  Tobago até que o Reino Unido apoderou-se definitivamente das ilhas. Em 1797, Trinidad foi anexada à coroa inglesa e o mesmo ocorreu com Tobago em 1814. Data desta época o início da unidade política Tinidad-Tobago, formalizada em 1888. A independência do território foi reconhecida em 1962 porém, ainda como nação integrante do Reino Unido. Somente em 1976 foi proclamada a República.
Em Trinidad e Tobago, a colonização se estabeleceu de forma semelhante a outras colônias ultramarinas. Era a época do "Ciclo da Cana-de-Açúcar" e os europeus estavam interessados em investir nas "plantations", nos grandes canaviais. As ilhas foram usadas como pólos produtores de cana com mão de obra escrava. Com o declínio do mercantilismo (que se baseava no sistema de colônia e na produção baseada em escravagismo) a importância dos territórios além-mar esvaziava-se. Em Trinidad e Tobago, a escravidão foi abolida em 1833 e o problema da mão-de-obra nas lavouras foi resolvido com a chegada dos imigrantes hindus e, posteriormente, chineses.